# Vua tiếng Việt (mùa 3)
Mùa thứ ba của chương trình Vua tiếng Việt do Đài Truyền hình Việt Nam sản xuất, được phát sóng vào lúc 20:30 thứ sáu hàng tuần trên kênh VTV3 từ ngày 1 tháng 3 năm 2024 đến ngày 7 tháng 3 năm 2025. Từ ngày 21 tháng 2 năm 2025 khung giờ phát sóng đổi sang 21:00 thứ sáu hàng tuần trên kênh VTV3. Mùa này đã có sự thay đổi nhỏ về luật chơi.

## Luật chơi
4 người chơi tham gia chương trình trong mỗi tập sẽ phải trải qua 4 vòng thi để giành được phần thắng chung cuộc; sau mỗi vòng, người có số điểm thấp nhất sẽ bị loại. Điểm số không được cộng dồn qua các vòng mà được đặt lại về 0 khi bắt đầu mỗi vòng mới.

### Vòng 1: Phản xạ
Mỗi thí sinh sẽ lần lượt tham gia theo thứ tự được xác định ngẫu nhiên bằng đèn hiệu trên sân khấu. Thí sinh có 90 giây để trả lời một bộ câu hỏi gồm 14 câu với các yêu cầu khác nhau (chọn từ đúng chính tả; ghép các chữ cái thành một từ/cụm từ hoàn chỉnh; đếm số danh từ/động từ/tính từ, đếm số lỗi sai chính tả; viết lại từ; điền từ trong câu ca dao/tục ngữ; điền một chữ vào từ; xác định chữ cái;...). Mỗi câu trả lời đúng sẽ được tính 1 điểm. Thí sinh có quyền trả lời nhiều lần, nhưng nếu bỏ qua sẽ không thể quay lại các câu hỏi trước đó. Phần chơi sẽ kết thúc khi hết giờ hoặc khi hoàn thành tất cả 14 câu.
Trong trường hợp có nhiều thí sinh bằng điểm nhau và thấp điểm nhất, họ sẽ phải tham gia phần Câu hỏi phụ (theo cách thức chơi của vòng Phản xạ, không tính thời gian và không tính điểm) để xác định những người được đi tiếp. Thí sinh bấm chuông để trả lời, nếu đúng sẽ được vào vòng 2. Việc này sẽ lặp lại cho đến khi chỉ còn 1 người, và người đó sẽ bị loại. Số câu hỏi phụ bằng số thí sinh phải tham gia trừ đi 1.

### Vòng 2: Giải nghĩa
Ba thí sinh vượt qua vòng 1 sẽ thay phiên nhau thực hiện các vai trò sau: một người miêu tả một từ do MC chọn trong từ điển, hai người còn lại đoán. Người miêu tả sẽ có 10 giây để xem trước từ được chỉ định trong từ điển, sau đó sẽ có 60 giây để mô tả từ đó (không được dùng ngôn ngữ cơ thể). Chỉ khán giả truyền hình, MC và người miêu tả mới biết từ cần đoán. Hai thí sinh còn lại bấm chuông để giành quyền trả lời (không giới hạn lượt bấm). Nếu trả lời sai, người miêu tả vẫn tiếp tục diễn tả từ được yêu cầu cho đến khi hết giờ hoặc có người trả lời đúng, khi đó cả người miêu tả và thí sinh trả lời đúng sẽ được cộng một số điểm tương ứng như sau:
- Trong 15 giây đầu tiên: 4 điểm
- Từ giây thứ 16 đến 30: 3 điểm
- Từ giây thứ 31 đến 45: 2 điểm
- Từ giây thứ 46 đến 60: 1 điểm
- Sau giây thứ 60: 0 điểm

Người miêu tả sẽ bị coi là phạm quy nếu để lộ bất cứ phần tiếng nào có trong đáp án (kể cả chỉ nói ra phần nguyên âm, phần phụ âm hoặc dấu thanh), sử dụng từ của tiếng nước ngoài hoặc dùng ngôn ngữ cơ thể. Khi đó, từ đang được diễn tả sẽ được bỏ qua và thí sinh phải miêu tả một từ khác.
Mỗi thí sinh có hai lượt miêu tả, cứ sau mỗi hai từ thì phần miêu tả sẽ được chuyển cho người chơi kế tiếp (theo thứ tự chữ cái trong tên). Sau 6 từ (không bao gồm những từ phạm quy), người có số điểm thấp nhất sẽ bị loại.
Trong trường hợp có hai thí sinh bằng điểm nhau và thấp điểm nhất, họ sẽ phải đoán một từ phụ theo luật gốc do người còn lại miêu tả (không tính thời gian và tính điểm) để xác định người được đi tiếp. Nếu cả ba người có điểm số bằng nhau, họ sẽ phải tham gia một vòng chơi phụ, trong đó số điểm sẽ được đặt lại và mỗi người sẽ chỉ diễn tả một từ duy nhất; người có ít điểm nhất sau vòng phụ sẽ bị loại.

### Vòng 3: Xâu chuỗi
Hai thí sinh phải sắp xếp các từ đã được đảo thứ tự trước đó để tạo thành một câu đúng và có nghĩa, so với đáp án của chương trình, với tối đa 9 câu hỏi. Ở mỗi câu, thí sinh bấm chuông để giành quyền trả lời trong thời gian 30 giây (không giới hạn số lượt trả lời), trả lời đúng sẽ được 1 điểm. Phần thi này sẽ kết thúc theo một trong bốn trường hợp sau:
- Một thí sinh đạt 5 điểm trước tiên, người đó sẽ thắng ngay lập tức;
- Không ai đạt 5 điểm sau 9 câu, khi đó người đạt nhiều điểm hơn (ví dụ: 3–2, 4–3,...) sẽ thắng;
- Hai thí sinh bằng điểm nhau sau 9 câu hỏi chính, người trả lời đúng câu hỏi phụ (cũng là một dãy từ; không tính thời gian và không tính điểm) trước sẽ thắng;
- Một thí sinh dẫn trước với cách biệt lớn đến mức người còn lại không thể cân bằng được ở các câu hỏi còn lại (ví dụ: A được 1 điểm và B được 4 điểm sau 7 câu hỏi, B thắng vì A chỉ có thể ghi được thêm tối đa 2 điểm).

Thí sinh chiến thắng ở vòng này sẽ lọt vào vòng cuối cùng, người còn lại sẽ bị loại.

### Vòng 4: Soán ngôi
Có ba bảng ô chữ với các kích thước khác nhau (4x4, 5x5 và 6x6). Ở mỗi ô chữ, thí sinh trả lời lần lượt các từ hàng ngang để tìm ra một từ hàng dọc (được đánh dấu bằng ký hiệu hình vương miện); số lượng từ hàng ngang cần phải giải cũng tương ứng với kích thước của từng bảng (4, 5 hoặc 6 từ).
Cứ mỗi 15 giây, người dẫn chương trình cung cấp một dữ kiện liên quan đến từng từ hàng ngang; dựa vào đó, thí sinh sẽ viết vào ô chữ từ hàng ngang tương ứng. Chương trình sẽ chỉ ghi nhận đáp án được thí sinh viết ra. Tổng cộng ở ba bảng, thí sinh sẽ có lần lượt là 60 giây, 75 giây và 90 giây để hoàn thành ba ô chữ. Thí sinh phải giải đúng tất cả các từ hàng ngang của ô chữ trước để trả lời ô chữ tiếp theo. Chỉ cần giải sai một từ ở bất kỳ ô chữ nào sẽ khiến phần chơi kết thúc ngay lập tức.
Nếu thí sinh tìm được từ hàng dọc ở ô chữ đầu tiên, họ sẽ nhận được giải thưởng khuyến khích trị giá 5 triệu đồng. Vượt qua ô chữ cuối cùng, thí sinh sẽ trở thành "Vua tiếng Việt" của tuần và nhận tiền thưởng 40 triệu đồng. Thí sinh sau đó sẽ có quyền lựa chọn: dừng cuộc chơi và ra về với số tiền tương ứng với mức thưởng (theo cơ cấu tiền thưởng ở bên dưới), hoặc đi tiếp bằng việc đeo chiếc nhẫn xanh của chương trình và ngồi lên "ngai vua" để thách đấu những người chơi khác ở tuần tiếp theo và có cơ hội tăng số tiền thưởng.
Khi có người đang tại vị trên "ngai vua", cả người thách đấu và người tại vị sẽ cùng thi đấu (người đang tại vị từ tập trước sẽ chỉ tham gia thi đấu ở vòng này trong tập tiếp theo, còn người thách đấu sẽ là thí sinh còn sót lại trong số 4 thí sinh mới của tập). Trong các ô chữ, đáp án của người thách đấu luôn được kiểm tra trước.
Nếu người tại vị thất bại, họ phải trả lại nhẫn cho chương trình và ra về với số tiền tương ứng (theo cơ cấu tiền thưởng ở bên dưới). Lúc này, người thách đấu vẫn sẽ phải tiếp tục giải quyết những ô chữ còn lại để giành vị trí "Vua tiếng Việt". Nếu thành công, người thách đấu sẽ nhận được 40 triệu đồng và đứng trước 1 trong 2 lựa chọn như trên.
Nếu người thách đấu thất bại, người tại vị sẽ thắng ngay lập tức và được tăng gấp đôi số giải thưởng. Lúc này, người tại vị cũng sẽ có quyền lựa chọn 1 trong 2 như trên, ngoại trừ trường hợp giữ ngôi trong 4 tuần liên tiếp (khi đó mặc định họ nhận được giải đặc biệt mà không cần quyết định). Nhận được giải thưởng cao nhất của chương trình, thí sinh cũng sẽ sở hữu nhẫn thách đấu vĩnh viễn.

## Các tập phát sóng
| #  | Ngày phát sóng    | Thí sinh              | Thí sinh             | Thí sinh               | Thí sinh               | Người tại vị    |
| #  | Ngày phát sóng    | Bị loại ở vòng 1      | Bị loại ở vòng 2     | Bị loại ở vòng 3       | Vòng cuối cùng         | Người tại vị    |
| -- | ----------------- | --------------------- | -------------------- | ---------------------- | ---------------------- | --------------- |
| 1  | 1 tháng 3, 2024   | Hạp Thị Như Nguyệt    | Nguyễn Thành Long    | Trần Vĩnh Khang        | Vũ Minh Huệ            | Không có        |
| 2  | 8 tháng 3, 2024   | Đỗ Thị Lan Anh        | Lê Thị Thúy Hằng     | Nguyễn Quốc Huy        | Nguyễn Quang Tuấn      | Không có        |
| 3  | 15 tháng 3, 2024  | Phạm Gia Chừng        | Nguyễn Hồng Nhung    | Đỗ Xuân Mạnh           | Phan Quỳnh Vân         | Không có        |
| 4  | 22 tháng 3, 2024  | Vũ Thị Ngọc Hà        | Tạ Việt Anh          | Lý Thu Hằng            | Tạ Văn Quân            | Không có        |
| 5  | 29 tháng 3, 2024  | Nguyễn Hoàng Hiệp     | Trần Nữ Quế Nhi      | Trần Hải Nam           | Lê Mạnh Toàn           | Không có        |
| 6  | 5 tháng 4, 2024   | Nguyễn Thị Trâm       | Vũ Văn Công          | Võ Kim Anh             | Đỗ Viết Hưng           | Đỗ Viết Hưng    |
| 7  | 12 tháng 4, 2024  | An (Nguyễn Anh Minh)  | Phạm Huy Cường       | Đinh Mai Trang         | Nguyễn Thành Lâm       | Đỗ Viết Hưng    |
| 8  | 19 tháng 4, 2024  | Khổng Việt Dũng       | Nguyễn Thị Thanh Hòa | Lê Thùy Dung           | Phan Đức Long          | Đỗ Viết Hưng    |
| 9  | 26 tháng 4, 2024  | Nguyễn Đăng Kiên      | Nguyễn Văn Phác      | Nguyễn Thị Lan Oanh    | Nguyễn Quỳnh Oanh      | Đỗ Viết Hưng    |
| 10 | 3 tháng 5, 2024   | Phạm Thị Hương Giang  | Võ Thị Hồng Thắm     | Nguyễn Khắc Hoàng Minh | Trần Kim Cương         | Không có        |
| 11 | 10 tháng 5, 2024  | Nguyễn Ngọc Minh      | Hà Diệp Anh          | Hà Kim Chi             | Trần Mạnh Cường        | Không có        |
| 12 | 17 tháng 5, 2024  | Bùi Thị Mai           | Đoàn Huỳnh Minh Tâm  | Mân Nhã Khanh          | Vũ Doãn Hùng           | Không có        |
| 13 | 24 tháng 5, 2024  | Trịnh Minh Dũng       | Nguyễn Văn Hiền      | Lê Thị Thanh Tâm       | Hoàng Thị Kim Oanh     | Không có        |
| 14 | 31 tháng 5, 2024  | Trần Thị Mỹ Hạnh      | Nguyễn Đức Minh      | Bùi Duy Anh            | Trần Tố Hảo            | Không có        |
| 15 | 7 tháng 6, 2024   | Nguyễn Tuấn Thành     | Lại Thị Thương       | Trần Thị Như Hằng      | Trương Công Minh       | Không có        |
| 16 | 14 tháng 6, 2024  | Lê Bảo Nhi            | Đỗ Doãn Hoàn         | Ngô Trọng Huy          | Vũ Thị Linh Chi        | Không có        |
| 17 | 21 tháng 6, 2024  | Đào Nguyễn Ánh        | Hoàng Hà Châu        | Nguyễn Văn Phúc        | Nguyễn Hà Anh          | Không có        |
| 18 | 28 tháng 6, 2024  | Trần Ngọc Thi         | Nguyễn Thị Lộc       | Ngô Lưu Hải Nam        | Hồ Thị Minh            | Không có        |
| 19 | 5 tháng 7, 2024   | Lê Thị Thu Hằng       | Nguyễn Đức Huy       | Phùng Thị Hiền         | Đỗ Thái Sơn            | Không có        |
| 20 | 12 tháng 7, 2024  | Nguyễn Thị Ngọc Ánh   | Trần Tuấn Đạt        | Nguyễn Thanh Trúc      | Nguyễn Việt Hưng       | Không có        |
| 21 | 19 tháng 7, 2024  | Đinh Lê Thảo Linh     | Nguyễn Việt Thái     | Nguyễn Thị Hợi         | Lê Xuân Dương          | Không có        |
| 22 | 2 tháng 8, 2024   | Nguyễn Thị Lan Anh    | Đoàn Xuân Cương      | Trịnh Phú Phúc         | Lê Dạ Thảo             | Không có        |
| 23 | 9 tháng 8, 2024   | Ngô Mạnh Linh         | Phạm Thị Hồng Nhung  | Nguyễn Thanh Chương    | Dương Thị Quyên        | Không có        |
| 24 | 16 tháng 8, 2024  | Riona Seki            | Phùng Diệp Khánh     | Trần Tiến Thuận        | Hoàng Xuân Long        | Không có        |
| 25 | 23 tháng 8, 2024  | Nguyễn Lâm Giang      | Trần Huy Hoàng       | Nguyễn Thị Thu Thủy    | Trần Thị Hồng Tuyết    | Không có        |
| 26 | 30 tháng 8, 2024  | Charlie Winston       | Hà Minh Tú           | Dương Trường Giang     | Vũ Ngọc Khánh Linh     | Không có        |
| 27 | 6 tháng 9, 2024   | Nguyễn Thị Thu Thủy   | Phan Thị Minh        | Nguyễn Trung Kiên      | Phạm Thế Tài           | Không có        |
| 28 | 13 tháng 9, 2024  | Leleka Artem          | Huỳnh Thị Cẩm Tiên   | Lương Thùy Linh        | Trần Hoàng Bách        | Không có        |
| 29 | 20 tháng 9, 2024  | Lê Thị Chinh          | Nguyễn Mạnh Đạt      | Cao Thị Hà Ly          | Nguyễn Xuân Thành      | Không có        |
| 30 | 27 tháng 9, 2024  | Hoàng Thị Lý          | Chu Bá Chung         | Nguyễn Hoàng Long      | Nguyễn Thị Thanh Tâm   | Không có        |
| 31 | 4 tháng 10, 2024  | Nguyễn Thuận An       | Vi Gia Hưng          | Nguyễn Đức Chính       | Vũ Ngọc Ánh Dương      | Không có        |
| 32 | 11 tháng 10, 2024 | Mai Thị Hà            | Lê Thị Thu Ninh      | Ngô Đăng Duy           | Đỗ Thái Hà             | Không có        |
| 33 | 18 tháng 10, 2024 | Nguyễn Quang Lý       | Dương Thành Long     | Đỗ Ngọc Anh            | Văn Thị Hạnh Uyên      | Không có        |
| 34 | 25 tháng 10, 2024 | Phạm Thị Hoàn         | Nguyễn Sơn Bách      | Hà Mai Linh            | La Thiện Thanh         | Không có        |
| 35 | 1 tháng 11, 2024  | Đỗ Thị Hà             | Lê Thị Thanh Huyền   | Nguyễn Thanh Tùng      | Lương Thanh Tuấn       | Không có        |
| 36 | 8 tháng 11, 2024  | Nguyễn Trung Kiên     | Nguyễn Thị Thu Hà    | Nghiêm Hà Vy           | Vũ Lê Khánh            | Không có        |
| 37 | 15 tháng 11, 2024 | Fushihara Hirota      | Nguyễn Minh Tuấn     | Đặng Thu Hường         | Nguyễn Thị Lan Hương   | Không có        |
| 38 | 22 tháng 11, 2024 | Nguyễn Hữu Thịnh      | Nguyễn Thị Kim Tuyến | Đinh Tuấn Anh          | Trần Thị Thanh Thủy    | Không có        |
| 39 | 29 tháng 11, 2024 | Bùi Quốc Chính        | Nguyễn Phương Anh    | Đỗ Nhật Phong          | Nguyễn Thị Phương Thảo | Không có        |
| 40 | 6 tháng 12, 2024  | Nguyễn Văn Dũng       | Nguyễn Trà Ly        | Nguyễn Trọng Hưởng     | Nông Thanh Xuyên       | Không có        |
| 41 | 13 tháng 12, 2024 | Vũ Việt Hưng          | Trần Thị Ngọc Hiền   | Nguyễn Thị Thu Hằng    | Nguyễn Nam Phong       | Không có        |
| 42 | 20 tháng 12, 2024 | Trịnh Phú Nguyên      | Nguyễn Minh Đức      | Nguyễn Thị Thanh Tâm   | Nguyễn Phương Anh      | Không có        |
| 43 | 27 tháng 12, 2024 | Nguyễn Thị Bích Liên  | Nguyễn Trọng Lộc     | Trần Thu Hiền          | Nguyễn Công Thành      | Không có        |
| 44 | 3 tháng 1, 2025   | Chu Thị Thùy Trang    | Kiều Vương Long      | Ngô Đức Hoàng          | Lê Thị Thu Hiền        | Không có        |
| 45 | 10 tháng 1, 2025  | Tạ Đức Tùng           | Lê Thị Huyền         | Phạm Thị Minh Tâm      | Nguyễn Mạnh Chung      | Không có        |
| 46 | 17 tháng 1, 2025  | Bùi Đức Anh           | Nguyễn Anh Thắng     | Bùi Hoài Thu           | Nguyễn Thị Minh Tâm    | Không có        |
| 47 | 24 tháng 1, 2025  | Vũ Văn Tài            | Ngô Minh Phương      | Vũ Thu Trang           | Hà Mạnh Hải            | Không có        |
| 48 | 7 tháng 2, 2025   | Nguyễn Thị Phương Lan | Bùi Minh Vũ          | Vũ Thanh Tuấn          | Võ Thị Thu Hiền        | Võ Thị Thu Hiền |
| 49 | 14 tháng 2, 2025  | Nguyễn Hà My          | Lê Lâm Cường         | Lê Anh Tuấn            | Nguyễn Thị Vân Nga     | Không có        |
| 50 | 21 tháng 2, 2025  | Phan Thị Thúy Diệu    | Trần Duy Chung       | Vũ Thị Thắm            | Lê Hoàng Đức           | Không có        |
| 51 | 28 tháng 2, 2025  | Nguyễn Thường Mạnh    | Mai Thái Hà          | Đặng Đình Tuyên        | Nguyễn Hà Uyên         | Không có        |
| 52 | 7 tháng 3, 2025   | Nguyễn Quang Chiến    | Nguyễn Thị Thương    | Nguyễn Tố Như          | Phạm Văn Chương        | Không có        |

## Tranh cãi
- Trong tập 3 (phát sóng ngày 15 tháng 3), ở vòng Soán ngôi, người chơi Phan Quỳnh Vân nhận được gợi ý ở hàng ngang thứ hai "tt. vui vẻ biểu lộ ra bên ngoài vì được như ý" và đã viết câu trả lời là "hỉ hả". Đáp án chương trình đưa ra là "hể hả", tuy nhiên trong cuốn Từ điển tiếng Việt do Hoàng Phê chủ biên, hai từ "hể hả" và "hỉ hả" được giải thích giống nhau (từ "hể hả" được giải nghĩa giống như gợi ý ở trên, còn từ "hỉ hả" được định nghĩa là "như hể hả". Trả lời Tuổi Trẻ, PGS.TS Tạ Văn Thông (Viện Từ điển học Việt Nam) cho rằng "hể hả" và "hỉ hả" là hai từ đồng nghĩa, đồng thời khuyên ban cố vấn chương trình "không nên đưa ra một đáp án đóng khung, sẽ dễ gây thiệt thòi cho thí sinh".[3]
- Vào ngày 2 tháng 12 năm 2024, fanpage chính thức của VTV3 đã đăng bài viết cáo lỗi về một lỗi đồ họa xảy ra trong tập 39 (ngày 29 tháng 11). Theo đó, một câu hỏi được đưa ra cho người chơi tại trường quay có nội dung: "Có bao nhiêu lỗi chính tả trong câu "Mặt trời chiếu rực dỡ rải sông, một buổi chiều êm ả và bao la. Dờ khắc thật rất hợp cho những lời tình tứ, nhưng trong đám người, tôi và Hậu chỉ nghồi lặng, thỉnh thoảng nhìn nhau", và đáp án của người chơi là 3 lỗi ("dỡ", "dờ", "nghồi"), cũng là đáp án của ban tổ chức. Tuy nhiên, khi phát sóng trên truyền hình, câu hỏi đã hiển thị sai từ "dải sông" thành "rải sông"; nhà sản xuất cho biết đây hoàn toàn là sai sót từ ban biên tập và không ảnh hưởng đến kết quả của thí sinh.[4]